# 松岡忠男
松岡 忠男（まつおか ただお、明治34年（1901年）4月24日 - 昭和61年（1986年）6月6日）は日本の教育者。元鳥取県中学校長会長、元米子市教育長。
教育長在任中は福市遺跡の史跡指定、校区再編成問題、カギっ子学級の開設、陸上競技場の新設、中国オリンピック大会開催など、大きな業績を残した。

## 経歴
鳥取県西伯郡大篠津村（現在の米子市大篠津町）の農家に生まれた。父は3歳頃渡米したので、母が中心で下男を雇って農業経営（養蚕業）をし、祖父は町の名誉職で毎日を費やしていた。
愛労小、米子中学校（現米子東高校）を経て大正10年（1921年）鳥取県師範学校卒業。愛労小、中浜小訓導。
米子市立青年学校校長、米子市立第二中学校校長等を歴任し、昭和31年（1956年）退職。米子市教育長を昭和38年（1963年）から昭和43年（1968年）まで務めた。

## 人物像
趣味は盆栽、民芸。宗教は曹洞宗。住所は米子市尾高町。
陸軍大佐八原博通と米子中学（現米子東高校）で同期だった。松岡は自著『限秒』に｢（八原は）米中第十七期生。愚生と同級生で、共に机をならべた友人で終戦後米子に帰り、子供を米子第二中学校に入学させたので、保護者の一人であった。現在は鎌倉市腰越に移り、余生を送っている｣と書いている。

## 家族・親族

### 松岡家
（鳥取県米子市大篠津町、米子市尾高町）
- 妻・徹子（米子市葭津、石橋喜市の娘）[4]
- 子供[4]
- 孫[4]

## 著書
- 『限秒』昭和54年

## 関連人物
- 安田貞栄（政治家・境港市長）
- 八原博通（軍人・陸軍大佐、沖縄守備軍高級参謀）